# Дадзево
Дадзево (пол. Dadzewo) — село в Польщі, у гміні Полянув Кошалінського повіту Західнопоморського воєводства.